# LG Optimus L5
L'LG Optimus L5 (E610 con la sigla data dalla casa produttrice) è uno smartphone di fascia medio-bassa commercializzato in Italia dal luglio 2012.
Esso fa parte della gamma denominata da LG L-Style commercializzato in Italia insieme ad Optimus L3, Optimus L7 ed Optimus L9.
Di base monta il sistema operativo Android alla versione 4.0.3 Ice Cream Sandwich.
Nel 2013 LG ha messo in vendita la seconda generazione dei modelli L-Style, gli L-Style II, tra cui la nuova versione di questo smartphone, chiamata LG Optimus L5 II.

## Caratteristiche
L'Optimus L5 è un dispositivo di fascia bassa, non presenta caratteristiche molto avanzate, ma ha dalla sua un prezzo di lancio di 199 euro. Esso monta l'interfaccia utente proprietaria LG, denominata Optimus.
Il processore è un Qualcomm MSM 7225A Snapdragon da 800MHz single core con processore grafico Adreno 200 al quale sono abbinati 512 MB di RAM. Il telefono possiede una memoria interna da 4 GB espandibile con schede di memoria microSD e microSDHC fino a 32 GB. La fotocamera è da 5.0 megapixel (con autofocus e flash) e la registrazione video VGA avviene con una risoluzione di 640x480 Mpx.
Lo schermo è da 4", con una risoluzione di 320×480 pixel, realizzato con la tecnologia TFT a 16 milioni di colori. Il dispositivo è dotato inoltre di connettività Wi-Fi 802.11 b/g/n e Bluetooth 3.0 ed è dotato di una batteria da 1500 mAh.

## Aggiornamenti ufficiali del sistema operativo

### Versione firmware V10g
Il 14 settembre del 2012 LG ha distribuito in Italia un nuovo firmware per i modelli no brand.
- Modifiche apportate dalla versione firmware V10g

- Aggiornamento della Google Mobile Suite

- Implementate delle ultime patch di sicurezza Google

- Risoluzione del problema di abbattimento chiamata a seguito della rimozione delle cuffie auricolari

### Versione firmware V20d
Il 14 maggio del 2013 LG ha distribuito in Italia l'aggiornamento ad Android Jelly Bean 4.1.2 per i modelli no brand.
Il 17 maggio del 2013 LG ha distribuito in Italia l'aggiornamento ad Android Jelly Bean 4.1.2 per i modelli brandizzati Fastweb.
Il 5 agosto del 2013 LG ha distribuito in Italia l'aggiornamento ad Android Jelly Bean 4.1.2 per i modelli brandizzati TIM.
- Modifiche apportate dalla versione firmware V20d

- Aggiornamento del sistema operativo ad Android Jelly Bean 4.1.2

- Implementazione delle più recenti patch di sicurezza di Google

- Nuova funzione alla sveglia (Application Link)

- Nuova funzione per cambiare lo sfondo nelle conversazioni degli SMS

- Nuova funzione per usare il pinch-to-zoom negli SMS e nelle anteprime della galleria (Screen Zooming)

- Aggiornati e/o rimossi alcuni widget (nuova interfaccia Optimus 3.0 del 2013)

- Rimosse le applicazioni LG Tag+ e Polaris Office (è possibile scaricarle tramite Gestione applicazioni)

## Aggiornamenti non ufficiali del sistema operativo
Anche per questo modello di smartphone Android esistono su Internet diverse Rom non ufficiali, che portano il sistema operativo Android all'ultima versione e con maggiori personalizzazioni.
- Official CyanogenMod 10 (JB 4.1.2)
- Unofficial CyanogenMod 10.1 (JB 4.2.2) - 10.2 (JB 4.3.1) - 11 (KitKat 4.4.2)
- Miui
- Altre Rom